# Natacha Maes
Natacha Maes (Watermaal-Bosvoorde, 15 maart 1965) is een wielrenner uit België.
In 2004 werd Maes Belgisch nationaal kampioene op de weg.
In 2004 en 2005 won ze het nationaal kampioenschap tijdrijden.